# Feyermühle
Die Feyermühle ist ein Kulturdenkmal der Stadt Mechernich im Landkreis Euskirchen in Nordrhein-Westfalen.

## Lage
Die Feyermühle liegt im Osten der Stadt Mechernich, etwa 380 m östlich der Vierwege-Siedlung auf östlicher Seite des Veybachs. Durch einen Abzweig dieses Baches, dem Mühlengraben, wurde die Mühle betrieben.

## Geschichte
Nachdem die zwischen Strempt und Roggendorf gelegene Rather-Mühle zu einem Pochwerk umgebaut worden war, wurde die Feyermühle vom Inhaber der halben Reichsherrschaft von Mechernich, dem Freiherrn von Twickel, in den Jahren 1756/57 errichtet. Hierdurch erhielt die Mühle auch das halbe Dorf Mechernich in Mühlenzwang. Etwa 1850 wurde der Mühlenbetrieb eingestellt, das Gebäude wurde Wohnstätte des Försters Hubert Schick vom Mechernicher Bergwerks-Actien-Verein. Danach benutzte ein landwirtschaftlicher Betrieb die Mühle. Heute ist sie Teil einer neu aufgebauten Fischzuchtanlage weiter bachabwärts. Heute noch ist das Bauwerk in seinem ursprünglichen Zustand erhalten, allerdings ohne Wasserrad.